# Френчуђи (Јаши)
Френчуђи (рум. Frenciugi) насеље је у Румунији у округу Јаши у општини Драгушени. Oпштина се налази на надморској висини од 162 m.

## Становништво
Према подацима из 2002. године у насељу је живело 587 становника, од којих су сви румунске националности.